# Орикс Дуала
«Орикс Дуала» (фр. Oryx Douala) — ныне не существующий камерунский футбольный клуб из Дуалы. Выступал в Чемпионате Камеруна. Основан около 1937 года. Домашние матчи проводил на стадионе «Стад де ла Реюнификацьон», вмещающем 45 тысяч зрителей.

## История
«Орикс Дуала» являлся одним из сильнейших клубов Камеруна 60-х годов, выиграв 5 местных Чемпионатов и трижды становясь обладателями Кубка Камеруна. Однако известность камерунский клуб приобрел благодаря исторической победе в Кубке Чемпионов КАФ над малийским «Стад Мальен» 2:1 в 1964 году. Это был первый финал первого розыгрыша африканского Кубка Чемпионов, а «Орикс» стал первым клубом, победившем в престижнейшем турнире. Спустя два «Орикс Дуала» дошел до полуфинала, спустя четыре года — до четвертьфинала, и на этом его международный успех закончился. Дальнейшая судьба первого чемпиона Африки печальна — сперва клуб покинул высший дивизион Чемпионата Камеруна, а затем и вовсе прекратил своё существование.

## Достижения

### Местные
- Чемпион Камеруна — 5 (1960/61, 1962/63, 1963/64, 1964/65, 1966/67)

- Обладатель Кубка Камеруна — 3 (1963, 1968, 1970)

### Международные
- Лига чемпионов КАФ (1)
  - Победитель: 1964
    - Полуфиналист: 1966
      - Четвертьфиналист: 1968

## Интересные факты
- «Орикс Дуала» является единственным клубом-победителем Кубка Чемпионов КАФ, который прекратил своё существование.